# Tour Sainte-Marie
La tour Sainte-Marie (Torri ta 'Santa Marija), également connue sous le nom de tour Comino (Torri ta' Kemmuna), est une des tours côtières de Malte située sur l'île de Comino à Malte. La tour, construite en 1618 et faisant partie des six tours de Wignacourt (en), a été utilisée par les forces armées de Malte jusqu'en 2002 et fait aujourd'hui partie de Din l-Art Ħelwa.
La tour est un point de repère important de Comino et peut être clairement vue de Malte et de Gozo, ainsi que du ferry entre les îles.

## Historique
La tour Sainte-Marie a été construite en 1618 pour défendre l'île de Comino, car les navires voyageant entre Malte et Gozo étaient souvent attaqués par des corsaires barbares situées vers les falaises et les criques de Comino. Elle servait également de lien de communication entre l'île de Gozo et l'île de Malte en cas d'attaque de Gozo.
Les fonds nécessaires à sa construction ont été collectés principalement par des ventes. Le coût total s’élève à 18 628 scudi, 5 tari et 10 grani, ce qui en fait la plus chère de toutes les tours. Cependant, les coûts élevés sont probablement dus aux difficultés de transport et de construction sur une île déserte.
L'architecte de la tour est inconnu. En 1647, Giovanni Francesco Abela (en) a prétendu qu'elle avait été conçue par Vittorio Cassar, mais cela est extrêmement improbable puisque Cassar était mort au début des travaux de la tour.
En temps de crise, sa garnison comptait jusqu'à 60 soldats. En 1791, son armement comprenait deux canons de fer de 12 livres, un canon de bronze de 10 livres, un canon de bronze de 4 livres et deux canons de bronze de 3 livres. Après 1715, la batterie de Sainte-Marie (en) et la Redoute de Sainte-Marie (en) furent également construites autour de la côte de Comino et elles disposaient d'une garnison de 130 hommes et abritaient huit canons de 32 livres et dix canons de 24 livres, qui dominaient les canaux du Nord et du Sud.
Plus tard, l'Ordre a également construit une caserne sur Comino, à une courte distance de la tour, qui a ensuite été utilisée comme hôpital.
Au XVIIe siècle, Comino servit de lieu d’emprisonnement ou d’exil pour les chevaliers errants. Ces derniers, reconnus coupables de délits mineurs, étaient parfois condamnés à la tâche dangereuse et solitaire consistant à monter la garde à la tour Sainte-Marie. Durant le Blocus de Malte de 1798 à 1800, la tour Sainte-Marie servit de prison aux insurgés maltais et à leurs alliés britanniques pour les espions présumés ou les sympathisants français. En 1799, les insurgés ont transféré les canons de la tour pour bloquer les batteries et bombarder les positions françaises. Les positions des insurgés armées de canons pris à Comino comprenaient la batterie de Tas-Samra (en) et la batterie de Ta 'Għemmuna (en).
L'armée britannique a abandonné la tour en 1829. Pendant plusieurs décennies, elle a été considérée comme la propriété des autorités civiles locales. Elle a peut-être été utilisée comme hôpital ou même comme enclos d'hivernage pour les animaux de la ferme. La tour a de nouveau fait l'objet d'un service actif pendant les deux guerres mondiales et figurait sur la liste des antiquités de 1925.
Entre 1982 et 2002, la tour a été utilisée par les forces armées de Malte et elle servait de poste de guet et de relais pour se protéger de la contrebande et de la chasse illégale d'oiseaux migrateurs en mer.

## Architecture
La tour est un grand bâtiment carré avec quatre tourelles d'angle et est situé à environ 80 mètres d'altitude. La tour elle-même mesure environ 12 mètres de haut, avec des murs d'environ 6 mètres d'épaisseur et est surélevée par une plate-forme et un socle d'environ 8 mètres de haut. Une galerie de mousqueterie a été construite sur le socle, mais cela n’existe plus aujourd'hui. Globalement, la tour est plus haute que toutes les autres Tours de Wignacourt (en) et était entourée d'un fossé et de glacis, dont il est possible de voir encore les vestiges aujourd'hui. Une chapelle dédiée à saint Joseph est également située dans la tour.

## Aujourd'hui
La tour Sainte-Marie a été remise à Din l-Art Ħelwa en 2002 et a été restaurée entre 2002 et 2004. Elle est maintenant en bon état, conserve la plupart de ses caractéristiques d'origine, à l'exception de la galerie à mousqueterie et est ouverte au public.

## Culture populaire
- La tour Sainte-Marie a été utilisée pour représenter la prison du Château d'If dans le film La Vengeance de Monte Cristo en 2002, avec en vedette Jim Caviezel[11].
- La tour était représentée sur un timbre-poste émis par MaltaPost en 2006[12].
- La tour est présente dans la série d'Apocalypse zombie d''Andjobe, depuis l'épisode 6 de la saison  "Zombies in Africa" ou qu'elle est utilisé comme avant-poste de la Fondation SCP contre les Zombies.